# 情報コンビニ 午後ですよ
情報コンビニ 午後ですよ（じょうほうコンビニ ごごですよ）は、長崎県の長崎放送（NBCラジオ）と、佐賀県のNBCラジオ佐賀で2012年4月より2014年3月まで、月曜日から金曜日まで生放送されていたワイド番組。

## 概要
前番組満腹ワイド ラジDONぶりから続くNBCの昼ワイド番組で、12:00から13:59は後述のパーソナリティ3人で放送している。14：00以降、長崎はパーソナリティ2人で番組が継続するが、佐賀についてはNBCラジオ佐賀のパーソナリティ1人で「情報コンビニ 佐賀ですよ」（月～木14：00～16：10、金14：00～15：40）として放送している。
なお、前番組同様、パーソナリティのうち2人は長崎NBCのスタジオ、1人はNBCラジオ佐賀のスタジオから放送しており、パーソナリティは対面せず、放送を行っている。番組では時折、「リスナーから佐賀のパーソナリティは長崎に通って放送していると勘違いされた」という話題が出ることがある。
2014年3月で終了し、4月からは新番組「情報コンビニ 午後ゴGO!!」に移行した。なお、「佐賀ですよ」は本番組の終了後も同タイトルのまま継続している。

### 内包番組
- ドライバーズ・リクエスト（12:15~）
- ミュージックスクランブル（14:20~）

## 放送時間
- 月曜～金曜 12:00～15:49 （NBCラジオ）
- 月曜～金曜 12:00～13:59 （NBCラジオ佐賀）

## 出演者
| パーソナリティ | 長崎スタジオ                                   | 佐賀スタジオ                          |
| -------------- | ---------------------------------------------- | ------------------------------------- |
| 月             | 林田繁和・佐々野宏美                           | 大迫佐和子                            |
| 火             | 林田繁和・谷口亜純                             | 大迫佐和子                            |
| 水             | 林田繁和・栗原優美                             | かくもとしほ                          |
| 木             | 安井成行・得丸典子→菊野紗史（2014年3月交代）   | かくもとしほ                          |
| 金             | 安井成行・ごうまなみ→菊野紗史（2013年7月交代） | 岩永さやか→田代奈々（2013年10月交代） |

金曜パーソナリティが2013年途中に一部交代している。また、木曜は、得丸が番組終了1ヶ月前の2014年2月に産休入りし、3月の1か月のみ菊野が担当した。他の曜日は2年間で交代はなかった。